# Сильва Москера, Давид
Давид Макалистер Сильва Москера (англ. David Macalister Silva Mosquera; род. 13 декабря 1986 года, Богота, Колумбия) — колумбийский футболист, нападающий клуба «Мильонариос».

## Клубная карьера
Сильва начал карьеру в клубе «Мильонариос». В 2005 году в матче против «Атлетико Букараманга» он дебютировал в Кубке Мустанга. В 2007 году для получения игровой практики Давид на правах аренды перешёл в «Депортиво Перейра», но и там вышел на поле считанное число раз. В 2009 году Сильва вернулся в свой родной города, подписав контракт с «Боготой». В новом клубе он получил игровую практику, правда на уровне Примеры B. В начале 2011 года Давид подписал контракт с «Реал Картахена». 5 февраля в матче против «Атлетико Хуниор» он дебютировал за новую команду. 15 мая в поединке против «Америку» из Кали Давид забил свой первый гол за «Реал Картахена».
В начале 2012 года Сильва перешёл в «Депортес Толима». 6 мая в матче против «Индепендьенте Медельин» он дебютировал за новый клуб. 13 октября в поединке против «Кукута Депортиво» Давид забил свой первый гол за «Депортес Толима». 15 февраля 2013 года в матче Кубка Либертадорес против парагвайского «Серро Портеньо» Сильва забил гол. В 2014 году он помог клубу выиграть Кубок Колумбии.
В начале 2015 года Давид вернулся в «Мильонариос». 22 февраля в матче против «Кортулуа» забил свой первый гол за клуб.

## Достижения
Командные
 «Депортес Толима»
- Обладатель Кубка Колумбии — 2014